# ویسلی جاناتان
ویسلی جاناتان (انگلیسی: Wesley Jonathan؛ زادهٔ ۱۸ اکتبر ۱۹۷۸) هنرپیشه اهل ایالات متحده آمریکا است.
از فیلم‌هایی که وی در آن نقش داشته است، می‌توان به این رفتارت را دوست دارم، به یاد داشته باشید و رول بانس اشاره کرد.